# Pseudobradya kusnezovi
Pseudobradya kusnezovi är en kräftdjursart. Pseudobradya kusnezovi ingår i släktet Pseudobradya och familjen Ectinosomatidae. Inga underarter finns listade i Catalogue of Life.